# De Veenhuis
De Veenhuis is een buurtschap in de gemeente Nijkerk, in de Nederlandse provincie Gelderland. De buurtschap ligt vlak bij de buurtschap Holk, ten westen van de stad Nijkerk, aan de Bunschoterweg. De verspreid staande huizen zijn door vier doodlopende zijwegen verbonden met de N806 tussen Bunschoten en Nijkerk.
De Veenhuis werd in de Volkstelling van 1840 samengeteld met buurtschap Achterhoek. In de buurtschappen stonden dat jaar totaal 29 huizen met 190 inwoners. De Veenhuis bestond in 2019 uit ongeveer tien huizen en 25 inwoners. Tot de bebouwing hoort de uit 1852 daterende boerderij De Venehues.
Aan de weg Bunschoten-Nijkerk staat een bushalte voor de buurtbus.
Stad: Nijkerk      Dorpen: Hoevelaken · Nijkerkerveen

Buurtschappen: Achterhoek · Appel · Bontepoort (deels) · Doornsteeg · Driedorp · Holk · Holkerveen · Kruishaar · Nekkeveld · Palestina · Prinsenkamp · Slichtenhorst · De Veenhuis · 't Woud · Wullenhoven 

Gelderland: Steden en dorpen in Gelderland      Nederland: Provincies · Gemeenten